# Aristida divaricata
Aristida divaricata es una especie de gramínea perteneciente a la familia de las  poáceas. Es originaria de las Américas desde el centro de los Estados Unidos hasta Guatemala. 

## Descripción
Es una hierba perennifolia que forma matas de tallos ramificados de hasta 70 centímetros de altura. Las hojas son en su mayoría basales y enrolladas a lo largo de los bordes. La escasa inflorescencia es un amplio conjunto plano  de espiguillas que se rompen con facilidad. El grano tiene una punta retorcida y tres aristas de hasta 2 centímetros de largo.

## Taxonomía
Aristida divaricata fue descrita por Humb. & Bonpl. ex Willd. y publicado en Enumeratio Plantarum Omnium Hucusque Cognitarum 1: 99. 1809.
Etimología
El nombre del género proviene del latín Arista o del griego Aristos (cerdas, o aristas del maíz). 
divaricata: epíteto latino que significa "extendido".
Sinonimia
- Andropogon divaricatus Humb. & Bonpl. ex Willd.
- Aristida humboldtiana Trin. & Rupr.
- Aristida jacquiniana' Tausch
- Aristida lemmonii Scribn.
- Aristida palmeri Vasey
- Chaetaria divaricata (Willd.) P.Beauv.[3]